# Référendum sur le maintien de la prohibition en Norvège

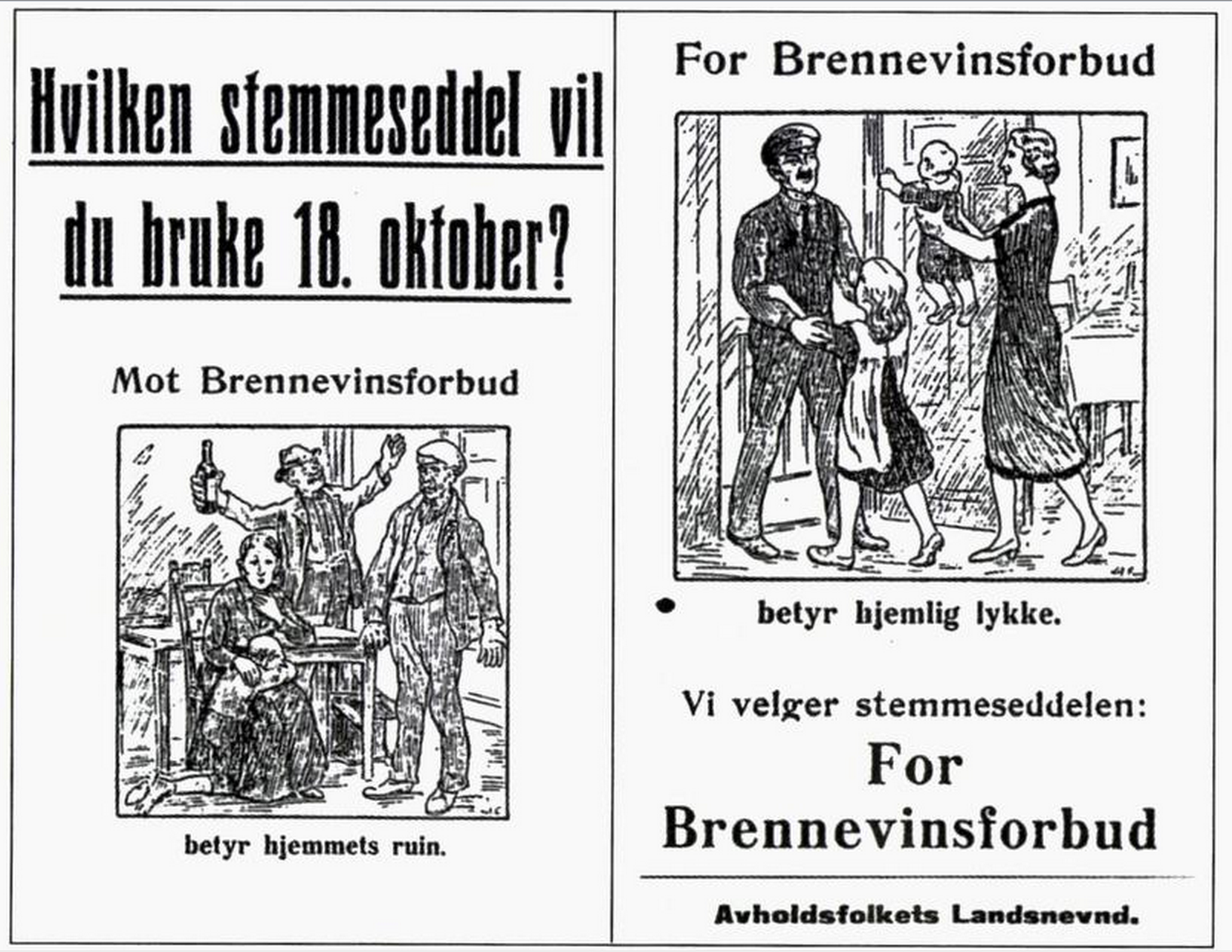
Affiche de campagne en faveur du maintien de la prohibition, 1926. Le texte indique : « Quel bulletin utiliserez-vous le 18 octobre ? Contre la prohibition de l'alcool : signifie la ruine de la maison. Pour la prohibition : signifie le bonheur domestique. Nous choisissons le bulletin de vote : pour l'interdiction de l'alcool. »

Le référendum sur le maintien de la prohibition en Norvège du 18 octobre 1926 vit le rejet de cette prohibition par la population.
Cette prohibition avait été mise en place par une loi en 1917 et un premier référendum en 1919, qui lui approuva la prohibition à 61,6 %.   
Ce 2e référendum, en 1926, eut une participation de 64,8 %, avec 960 582 votants. Seulement 44,3 % des votants se montrent favorables au maintien de la prohibition, soit 423 031 personnes, la majorité (55,7 %) souhaitant l’abolition, soit 531 084 personnes.
Même si ce référendum était purement consultatif, la parlement mit fin à la prohibition dès l'année suivante, en 1927.